# Casa consistorial de Torrecilla de Alcañiz

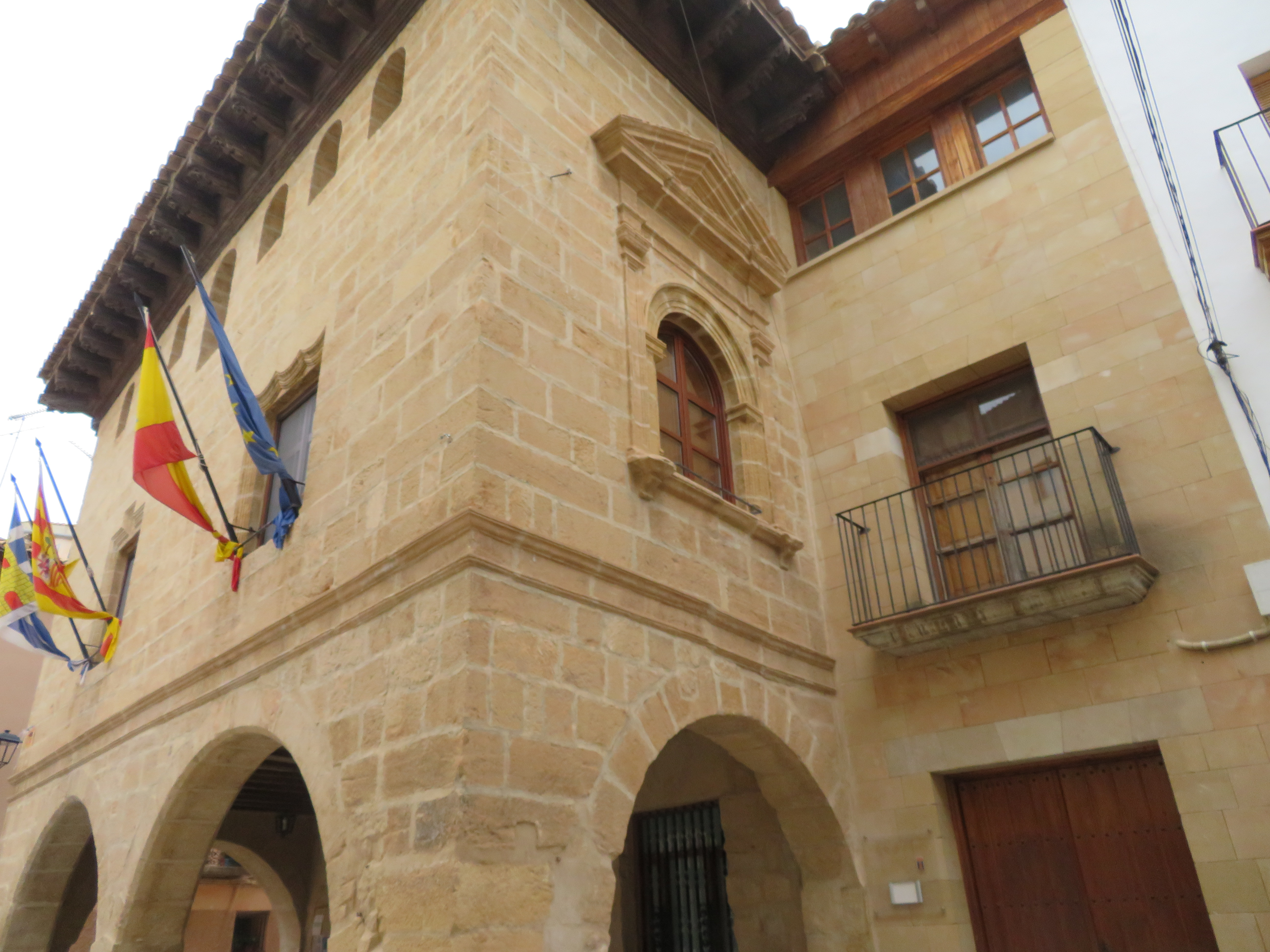
Casa consistorial de Torrecilla de Alcañiz (Teruel).

La casa consistorial de Torrecilla de Alcañiz (Provincia de Teruel, España) es una interesante edificación de finales del siglo XVI, que sigue una tipología muy extendida de casas consistoriales renacentistas en el Bajo Aragón turolense, entre las que destaca la de la vecina localidad de Alcañiz. Está situada en la Plaza España, centro del urbanismo de la población, donde convergen las dos calles principales. Su planta es rectangular, aunque ligeramente irregular para adaptarse a ese diseño urbanístico.
Su fábrica es de sillar en el exterior, mientras que se utiliza fábrica de mampostería para el interior. Presenta planta rectangular con tres alturas, claramente diferenciadas en el tratamiento de la fachada principal. En la planta baja presenta una amplia lonja abierta en sus tres frentes por medio de grandes arcos de medio punto, utilizada también como triquete. La segunda planta aparece separada de la anterior por una imposta y presenta dos vanos rematados por dinteles pétreos moldurados, mientras que en la fachada lateral derecha el único vano existente es de medio punto y está enmarcado por dos pilastras que sostienen un frontón triangular. Finalmente, la tercera planta presenta una discreta galería de vanos de medio punto, a modo de logia, rematada por un alero de madera, que enmarca visualmente el rotundo volumen exterior que, por otro lado, contrasta con un interior totalmente transformado por el paso del tiempo, aunque todavía conserva en planta la crujía paralela a la fachada principal.
Fue rehabilitado en 1984, siendo responsables de la intervención los arquitectos Luis A. Moreno y Fernando Murria, y entre otras actuaciones, en esta rehabilitación se procedió a la apertura de los arcos laterales de la lonja, que estaban cegados por usos diversos del edificio.
El edificio ha sido utilizado a lo largo del tiempo de muy diversa manera, albergando desde la vivienda del alguacil y el calabozo, hasta la central telefónica, o la biblioteca municipal, así como dependencias administrativas, como ocurre en la actualidad.